# Legymsallad

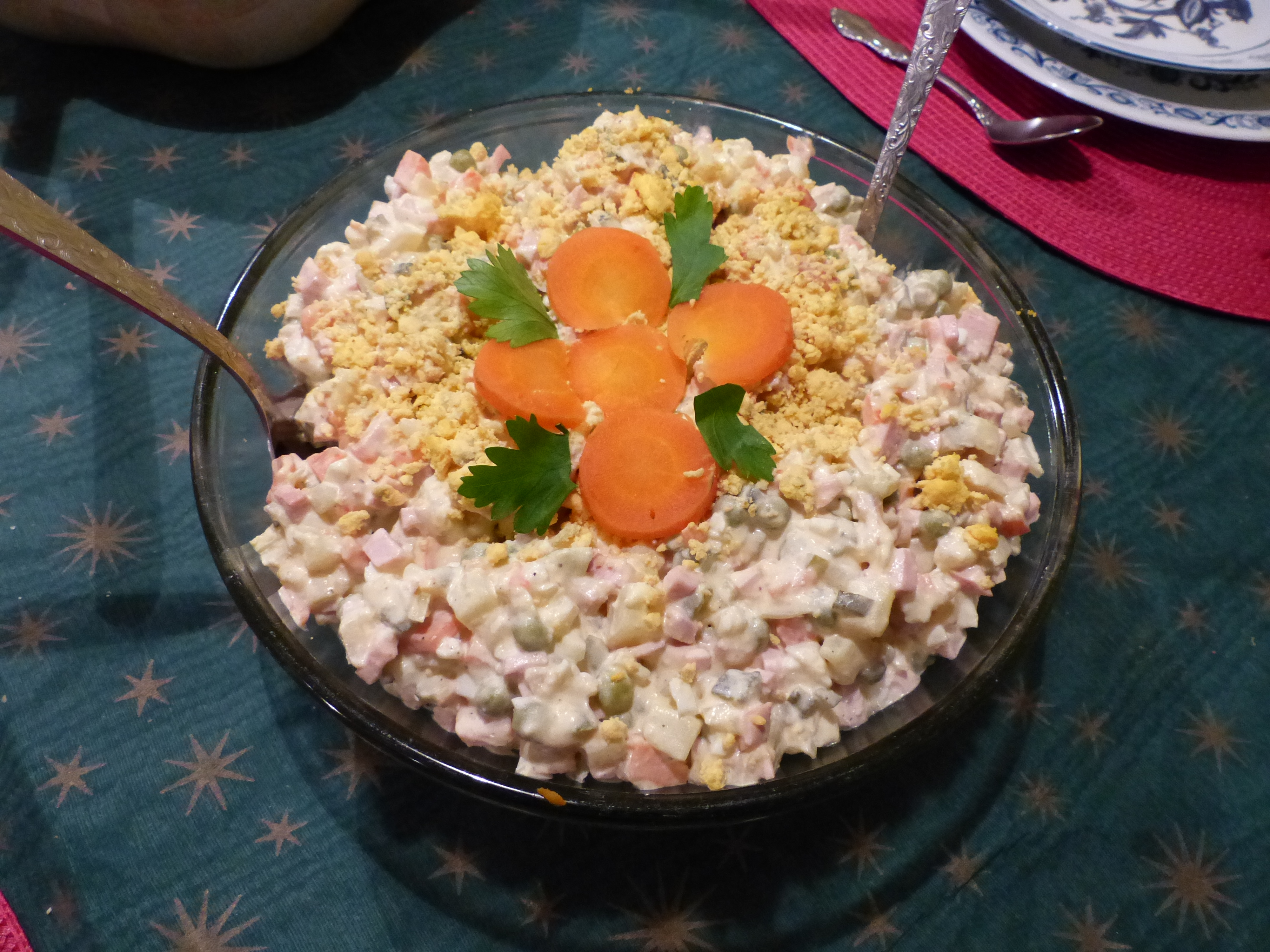
Legymsallad

Legymsallad eller Sallad Olivie[r] är en maträtt där basen vanligen består av majonnäs (ibland även också gräddfil), gröna ärtor, kokta morötter, gurka och äpple. Legymsallad serveras ofta som tillbehör. Legymer är en benämning på kokta grönsaker och kokta rotfrukter.
Den Moskva-födda kocken Lucien Olivier (1838–1883) av fransk-belgisk härkomst, anses vara den som skapade salladen, varför den i många länder, som i Ryssland, Turkiet, Iran, länderna på Balkan, m.fl. kallas "Sallad Olivie[r]". I Ryssland serveras salladen traditionellt vid nyårsfirandet (Novyj God).

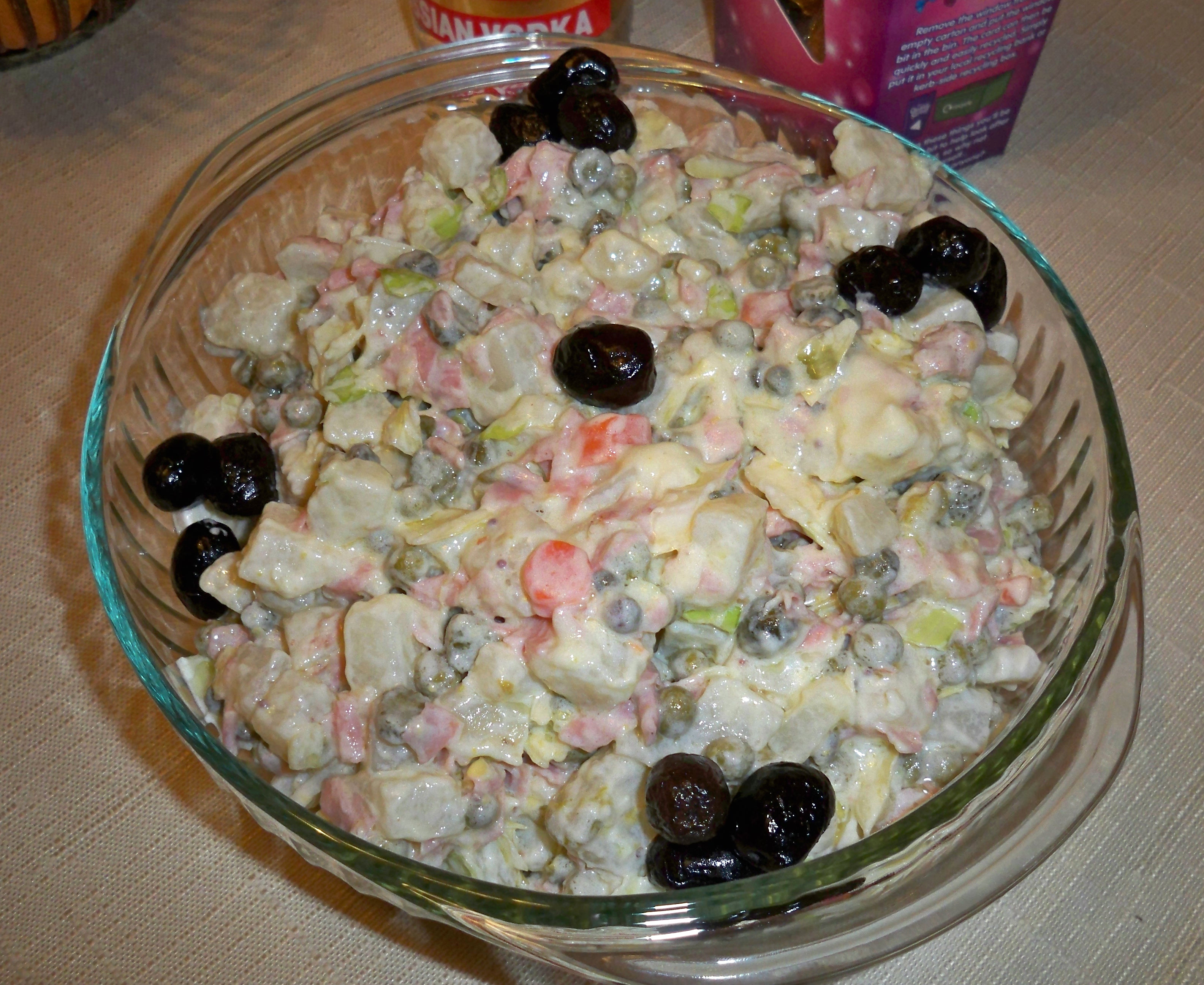
Sallad Olivie

I moderna recept på sallad Olivie görs den vanligtvis med tärnad kokt potatis, morot och ägg ihop med gröna ärter, saltgurkor och valfri köttingrediens som tärnad kokt kyckling, korv eller skinka, och majonnäs, ibland blandad med gräddfil eller créme fraiche. I Danmark och Norge kallas den italiensk salat, eftersom färgerna på ingredienserna påminner om Italiens flagga, och serveras ofta som smörgåspålägg där.
Begreppet legymsallad kan i svenskan spåras tillbaka till år 1920 och legymer till 1725 (då stavat "legumer"). Ordet legymer härstammar från franskans légume, som i sin tur härleds till latinets legumen, båda med betydelsen "skidfrukt". Skidfrukt avser ärtväxter.